# こうちNOW
『こうちNOW』（こうちナウ）は、1989年4月3日から2006年9月29日までの18年間、高知放送（RKCテレビ）での4代目の平日夕方に放送されていたローカルニュース番組である。

## 概要
1989年3月31日まで同局で放送された『NNNニュースプラス1こうち』の後番組として放送開始。開始当初の番組タイトルは『RKCニュース こうちNOW』だったが、2年目から『RKCニュース』の冠が外れた。
1996年9月30日からは『森田一義アワー 笑っていいとも!』（フジテレビ系列）の時差放送を打ち切り、『NNNニュースプラス1』をインサートした17:30開始の編成になった。1998年9月末の『ザ・ワイド』ネット開始に伴う午後の番組編成見直しによって17時台の放送は廃止されたが、2003年4月から金曜日のみ『こうちNOW FRYDAY』として復活した（金曜日だけオープニングが異なっていた）ものの、翌年秋の改編で17:00 - 17:50に夕方ワイド番組『どっきんテレビ』が開始されたのに伴って再び廃止された（それでもオープニングは変更されていなかった）。
番組中、東京からの『NNN Newsリアルタイム』のうち、スポーツコーナーを放送するために一旦中断されていた。この時には、アナウンサーが「このあと、東京からスポーツです」と告げた後、時間調整のために高知ローカルで項目の画面が流れ、日本テレビ送出の映像へと切り替わっていた。
番組終了後の2006年10月2日、ローカルニュース枠の流れは『こうちeye』へと引き継がれた。

## 放送時間の変遷
| 期間      | 期間      | 放送時間（JST）       | 放送時間（JST）        |
| 期間      | 期間      | 月曜 - 木曜           | 金曜                   |
| --------- | --------- | --------------------- | ---------------------- |
| 1989.4.3  | 1996.9.27 | 18:30 - 19:00（30分） | 18:30 - 19:00（30分）  |
| 1996.9.30 | 1998.9.25 | 17:30 - 19:00（90分） | 17:30 - 19:00（90分）  |
| 1998.9.28 | 2003.3.28 | 18:16 - 19:00（44分） | 18:16 - 19:00（44分）  |
| 2003.3.31 | 2004.10.1 | 18:16 - 19:00（44分） | 17:00 - 19:00（2時間） |
| 2004.10.4 | 2006.9.29 | 18:16 - 19:00（44分） | 18:16 - 19:00（44分）  |